# Sophies Entscheidung
Sophies Entscheidung ist ein US-amerikanisches Filmdrama aus dem Jahr 1982. Die Literaturverfilmung basiert auf der Adaptation des gleichnamigen Romans von William Styron.

## Handlung
Die Rahmenhandlung spielt in New York nach Ende des Zweiten Weltkrieges. Stingo, ein 22-jähriger Schriftsteller, mietet sich im Erdgeschoss eines zweitklassigen Mehrfamilienhauses ein.
Noch am selben Tag trifft er auf seine Nachbarin, die so hübsche wie rätselhafte Sophie.
Sophie ist polnische Einwanderin, ehemalige KZ-Insassin und bewohnt mit Nathan die obere Etage desselben Hauses. Nathan ist amerikanischer Jude und besessen vom Holocaust. Recht schnell entwickelt sich eine Freundschaft zwischen den 
Dreien, in deren Verlauf Stingo Zeuge der zerstörerischen Beziehung zwischen Nathan und Sophie wird.
Nur mühsam gelingt es Stingo, der sich zu Sophie hingezogen fühlt, etwas über ihre polnische Herkunft und ihre Beziehung zu Nathan zu erfahren. Sophie ist warmherzig, freundlich und kontaktfreudig – und doch sehr distanziert. Erst, als sie sich allmählich näherkommen, erfährt er Sophies Geheimnis.
Sophie war während des Zweiten Weltkrieges nach Auschwitz deportiert worden. In einer Rückblende sieht man sie mit ihrem Sohn und ihrer Tochter im Zug sitzen. Auf dem Weg vom Zug zu den Baracken hält sie ihre Kinder ängstlich an sich gedrückt. Zwischen ihr und einem sich nähernden KZ-Aufseher entspinnt sich ein Dialog, in dessen Verlauf sie ihre Verbundenheit mit der „arischen Rasse“ betont und darauf hinweist, keine Jüdin zu sein. Der sadistische Aufseher stellt sie daraufhin vor die Wahl, eines ihrer Kinder behalten zu dürfen, sie müsse sich jedoch für eines entscheiden. Den drohenden Verlust beider Kinder vor Augen, trifft Sophie eine Entscheidung: „Nehmen Sie mein kleines Mädchen!“ Die Tochter wird ihr daraufhin entrissen und weggebracht. Ihr Sohn wird in einem getrennten Bereich im Lager untergebracht, Sophie selbst wird aufgrund ihrer Sprachkenntnisse in der Villa des KZ-Kommandanten Rudolf Höß beschäftigt. Sie unternimmt alle opportunen Versuche, ihren Sohn ausfindig zu machen und ihm „eine gute Behandlung“ zu verschaffen; sein Verbleib ist jedoch nicht zu ermitteln.
Nachdem Stingo diese Geschichte gehört hat, erfüllt sich endlich sein langgehegter Wunsch: Er verbringt die folgende Nacht mit Sophie. Als er am nächsten Morgen aufwacht, ist sie verschwunden. Auf dem Nachttisch findet er einen Abschiedsgruß. Als er zur Wohnung von Nathan und Sophie eilt, liegen beide tot und umschlungen im Bett – sie haben sich mit Gift das Leben genommen.
Stingo rezitiert das Gedicht „Ample Make This Bed“ von Emily Dickinson. Daraufhin zieht er nach Süd-Virginia und beendet seinen Roman.

## Filmsprache
Die Filmsprache ist Englisch, Sequenzen im Konzentrationslager wurden jedoch auf Deutsch gedreht und sind im Original mit englischem Untertitel zu sehen. Meryl Streep spricht in der Rolle der Sophie mit KZ-Aufsehern und deren Angehörigen Deutsch mit polnischem Akzent.

## Deutsche Fassung
| Rolle                | Darsteller           | Synchronsprecher     |
| -------------------- | -------------------- | -------------------- |
| Sophie Zawistowski   | Meryl Streep         | Hallgerd Bruckhaus   |
| Nathan Landau        | Kevin Kline          | Lutz Mackensy        |
| Stingo               | Peter MacNicol       | Oliver Rohrbeck      |
| Polnischer Professor | Eugene Lipinski      | Frank Glaubrecht     |
| Rudolf Höß           | Günther Maria Halmer | Günther Maria Halmer |
| Larry Landau         | Stephen D. Newman    | Christian Brückner   |
| Leslie Lapidus       | Greta Turken         | Evelyn Maron         |
| Bibliothekar         | John Rothman         | Wolfgang Condrus     |
| Erzähler             | Josef Sommer         | Norbert Langer       |

## Auszeichnungen
- Oscar 1983:
  - Auszeichnung: Meryl Streep als beste Hauptdarstellerin
  - Nominierung: Alan J. Pakula für das beste adaptiertes Drehbuch
  - Nominierung: Néstor Almendros für die beste Kamera
  - Nominierung: Albert Wolsky für das beste Kostümdesign
  - Nominierung: Marvin Hamlisch für die beste Original-Filmmusik
- Golden Globe Award 1983:
  - Auszeichnung: Meryl Streep als beste Hauptdarstellerin
  - Nominierung als bester Film
  - Nominierung: Kevin Kline als bester Nachwuchsdarsteller
- BAFTA 1984:
  - Nominierung: Meryl Streep als beste Hauptdarstellerin
  - Nominierung: Kevin Kline als bester Nachwuchsdarsteller

## Kritik
„Ein leises, poetisches Melodram, das durch das herausragende Spiel der Hauptdarstellerin Tiefe gewinnt.“